# Delfinowiec skośnozębny
Delfinowiec skośnozębny, delfin pacyficzny, delfin skośnozęby (Sagmatias obliquidens) – gatunek ssaka morskiego z rodziny  delfinowatych (Delphinidae).

## Taksonomia
Gatunek po raz pierwszy zgodnie z zasadami nazewnictwa binominalnego opisał w 1865 roku amerykański zoolog nadając mu nazwę Lagenorhynchus obliquidens. Holotyp pochodził z San Francisco, w Kalifornii, w Stanach Zjednoczonych. Okazami typowymi były trzy czaszki, znajdujące się w Narodowym Muzeum Historii Naturalnej w Waszyngtonie (numery katalogowe: USNM  1961, 1962, 1963), zebrane przez W.A .Trowbridge’a i skatalogowane 25 października 1855.
Analizy przeprowadzone w 2019 roku w oparciu o dane molekularne ujawniły, że tradycyjnie uznawany Lagenorhynchus nie jest monofiletyczny i należy podzielić go na trzy odrębne rodzaje: Lagenorhynchus, Leucopleurus i Sagmatias. Sagmatias obliquidens i S. obscurus mogą tworzyć linię siostrzaną z Cephelorhynchus. Formy geograficzne można rozróżnić na podstawie długości ciała i cech czaszki; istnieją dwie formy we wschodniej części północnego Oceanu Spokojnego i dwie formy w zachodniej części Oceanu Spokojnego. Populacje przybrzeżne wydają się być genetycznie i morfologicznie odmienne od populacji morskich. Autorzy Illustrated Checklist of the Mammals of the World uznają ten gatunek za monotypowy, nie rozpoznają podgatunków.

### Etymologia
- Sagmatias: gr. σαγμα sagma, σαγματος sagmatos „siodło”; nowołac. przyrostek -ias „wskazanie na posiadanie lub cechę szczególną”[19].
- obliquidens: łac. obliquus „skośny”[20]; dens, dentis „ząb”[21].

## Zasięg występowania
Delfinowiec skośnozębny występuje w chłodnych wodach o umiarkowanym klimacie północnej części Oceanu Spokojnego (głównie 38–47° szerokości geograficznej północnej), w tym Morze Żółte, Morze Japońskie, południowa część Morza Ochockiego, południowa część Morza Beringa i południowa część Zatoki Kalifornijskiej.

## Morfologia
Długość ciała samic 230–240 cm, samców 240–250 cm; masa ciała około 198 kg. Noworodki osiągają długość ciała 92–100 cm. Delfin pacyficzny ma smukłe ciało. Ubarwienie czarne lub ciemnoszare, brzuch biały.

## Ekologia
Spotykany zwykle na głębokich wodach, do 160 km od brzegu. Przebywają zwykle w grupach ok. 50 osobników, ale spotykano je w stadach złożonych z ponad 1000 osobników. Delfiny pacyficzne żywią się rybami ławicowymi.